# Nuestra Señora de las Misericordias
Nuestra Señora de las Misericordias es una  advocación de la Virgen María, venerada como patrona de la Diócesis de Santa Rosa de Osos y de las fundaciones de Monseñor Miguel Ángel Builes. 
La imagen de la Virgen de las Misericordias está ubicada en un templete elaborado para su culto en 1934 en Santa Rosa de Osos, frente a la  Basílica que para los oficios litúrgicos levantara el Venerable Miguel Ángel Builes.

## Descripción de la Imagen
La imagen es una escultura original, de elegante porte y aire solemne; es una imagen de la Virgen Inmaculada con la cintura ceñida y, allí mismo está sostenida la caída del manto real que porta; la imagen fue elaborada descalza y  pisando la serpiente, según la expresión bíblica: 

“Haré que haya enemistad entre ti y la mujer, entre tu descendencia y la suya. Ella te pisará la cabeza mientras tú herirás su talón”
Génesis 3,15

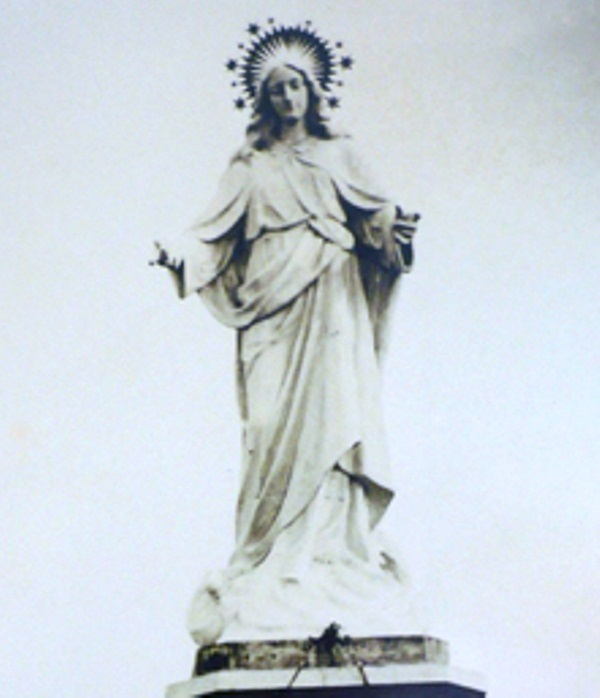
Imagen de la Virgen poco tiempo después de ser ubicada en la Plazuela de San Ignacio

Sus manos están en posición de atención, llevadas hacia el frente, de allí a que su nombre le venga bien su expresión de misericordia y a la reflexión teológica que se ha desarrollado a partir de la interpretación de su aspecto. Al respecto de la posición de las manos, que son distintivas en la imagen, se ha escrito mucho. 

“Desterrados los mortales a tus plantas gimen, lloran; tantos lloros, tantas lágrimas manos blancas las recojan: esas tiernas manos tuyas que son bálsamo, Señora”
Novena

Está sobre las nubes y a sus pies está la luna, también representando su realeza y virtud, según se ha interpretado de las palabras bíblicas:
```

```

“Una gran señal apareció en el cielo: una Mujer, vestida del sol, con la luna bajo sus pies, y una corona de doce estrellas sobre su cabeza”
Apocalipsis 12

La imagen es blanca en su totalidad, pero desde la propagación de su culto, la definición de los colores de sus vestidos se ciñó al imaginario de blanco para la túnica y azul para el manto; aunque originalmente no lleva ni corona ni aureola, a partir de su  coronación diocesana se le representa con ellas.

## Orígenes del culto
En julio de 1919, con ocasión de la Solemne Coronación canónica de la Imagen de Nuestra Señora del Rosario de Chiquinquirá, como patrona y Reina de Colombia, se celebró un congreso Mariano Nacional, que tuvo repercusión en toda Colombia. Para ese tiempo era obispo de Santa Rosa de Osos el Ilustrísimo Señor Maximiliano Crespo Rivera quien, viendo la necesidad de que quedara en la capital episcopal de su diócesis un recuerdo de mencionado acontecimiento, solicitó la creación de la imagen al escultor  donmatieño Álvaro Carvajal. La imagen resultó artística, hermosa y original, pues sus lineamientos son no comunes a las demás imágenes de nuestra Señora. La imagen fue inaugurada en la Plazoleta de San Ignacio en julio del mencionado año.

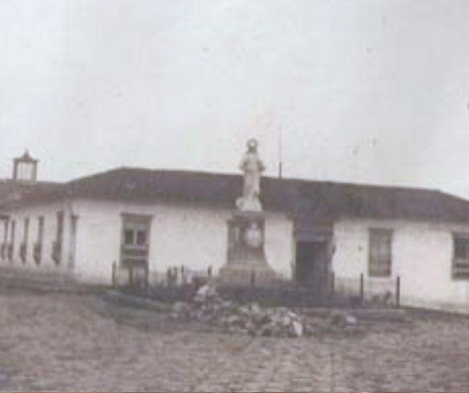
La Imagen de la Virgen de las Misericordias ubicada frente al antiguo Seminario

Desde aquella fecha la sagrada imagen se convirtió en lugar de constante oración y sitio de peregrinación de pequeños y grandes grupos de fieles que desde muchos lugares venían a rendir honor y admiración a la imagen de la “Virgen Blanca” como se le denominó por el entonces. 

Según se mantiene por tradición, una mujer, distinguidísima de la ciudadanía santarrosana, sufría de una enfermedad que la aquejaba desde hacía un tiempo; asistía piadosa a las oraciones y devociones que se le tributaban a la imagen y al fin recuperó la salud, en el mismo lugar en el que oraba frente a  la “Virgen Blanca” o  “Virgen del Seminario” por estar la estatua ubicada delante de la casa que para el entonces hacía de centro de formación para los futuros sacerdotes de la Diócesis. 

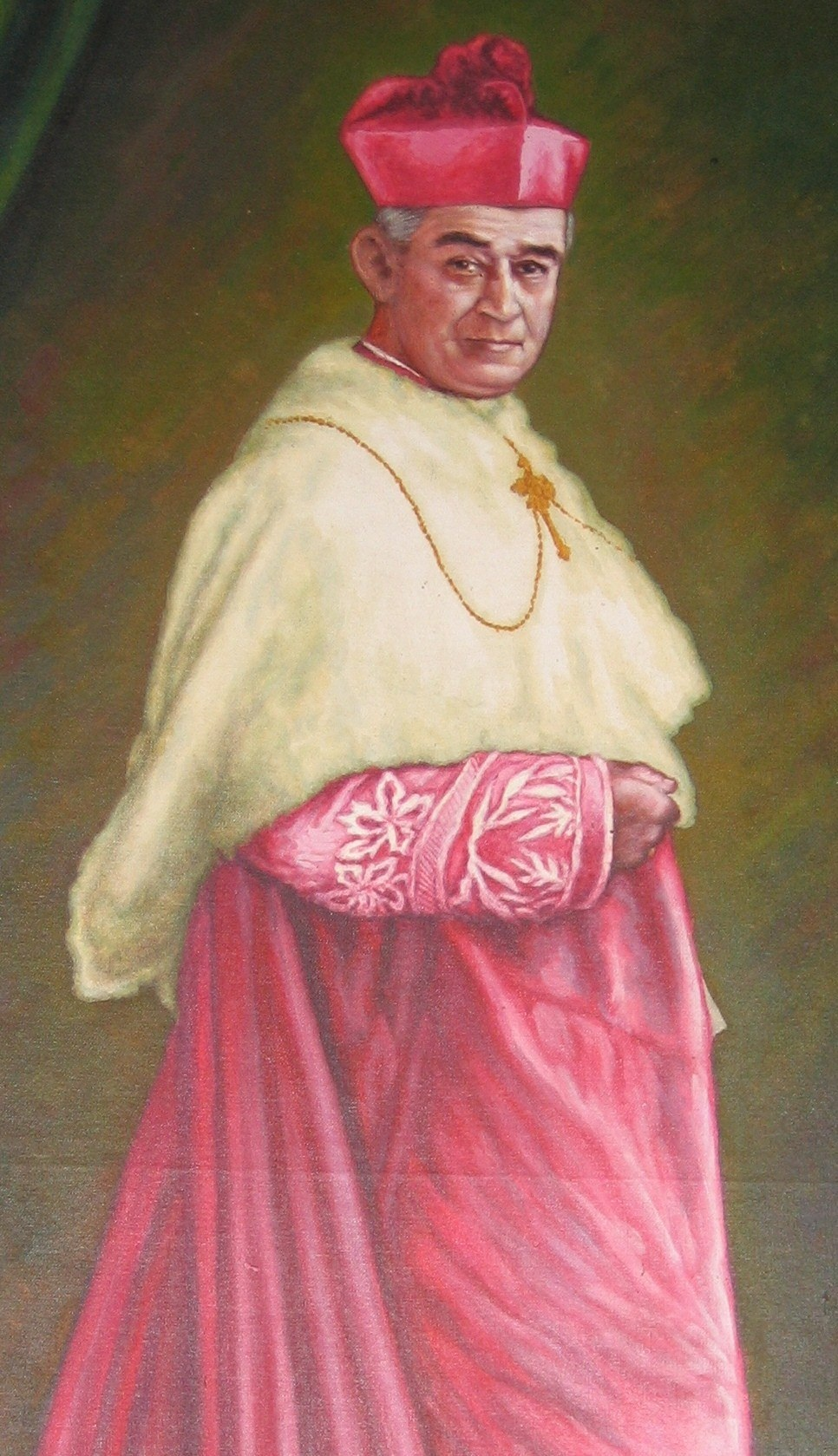
Monseñor Builes, gran propagador de la devoción a la Virgen de las Misericordias

Este favor se conoció por todos los poblados de la Diócesis, lo que acarreó las romerías y peregrinaciones en gran número hacia Santa Rosa de Osos, de modo que no se veía sola la imagen ni un solo instante.
El sacerdote eudista José Tressel, quien viendo la intensidad de la plegaria que frente a la imagen de la “Virgen del Seminario” se propagaba, empezó a difundir, con oraciones y otras manifestaciones de devoción el culto a la imagen, que para finalizar la segunda década del siglo XIX, era ya conocida en casi todos los pueblos de Antioquia y especialmente los de la recién creada Diócesis de Santa Rosa de Osos. Si bien Monseñor Maximiliano Crespo Rivera logró ver la piedad que a la imagen se le tenía, no fue él quien daría el impulso definitivo a este culto espontáneo debido a su pronto traslado a la sede de Popayán en 1924. Fue el obispo Miguel Ángel Builes el más reconocido devoto de la Virgen de las Misericordias y su principal promotor; se unió a las romerías, convocó procesiones y celebraciones frente a la imagen hasta que por fin,  movido por la piedad que se había desarrollado tan fuertemente a la imagen, decidió oficializar la devoción con la declaración del culto público el 8 de septiembre de 1931 a la Virgen Inmaculada que por el entonces era el afecto de los campesinos que subían a las ventas, mercados y otros en Santa Rosa de Osos. Para la ocasión pronunció solemnemente:

“… en este día de bendición, cuando celebramos la fiesta de la Natividad de la Santísima Virgen y cantamos su glorias, 8 de septiembre de 1931, declaramos inaugurado oficialmente el culto de esta Sagrada Imagen de Nuestra Madre Celestial en este lugar bendito; y que Ella derrame sus bendiciones sobre todos aquellos que la invoquen y envuelva entre los pliegues de su manto a este su esclavo que tanto la quiere, a su Clero y a su Seminario, a sus religiosos y religiosas, y a todos los fieles de la ciudad y de la Diócesis”
Monseñor Builes

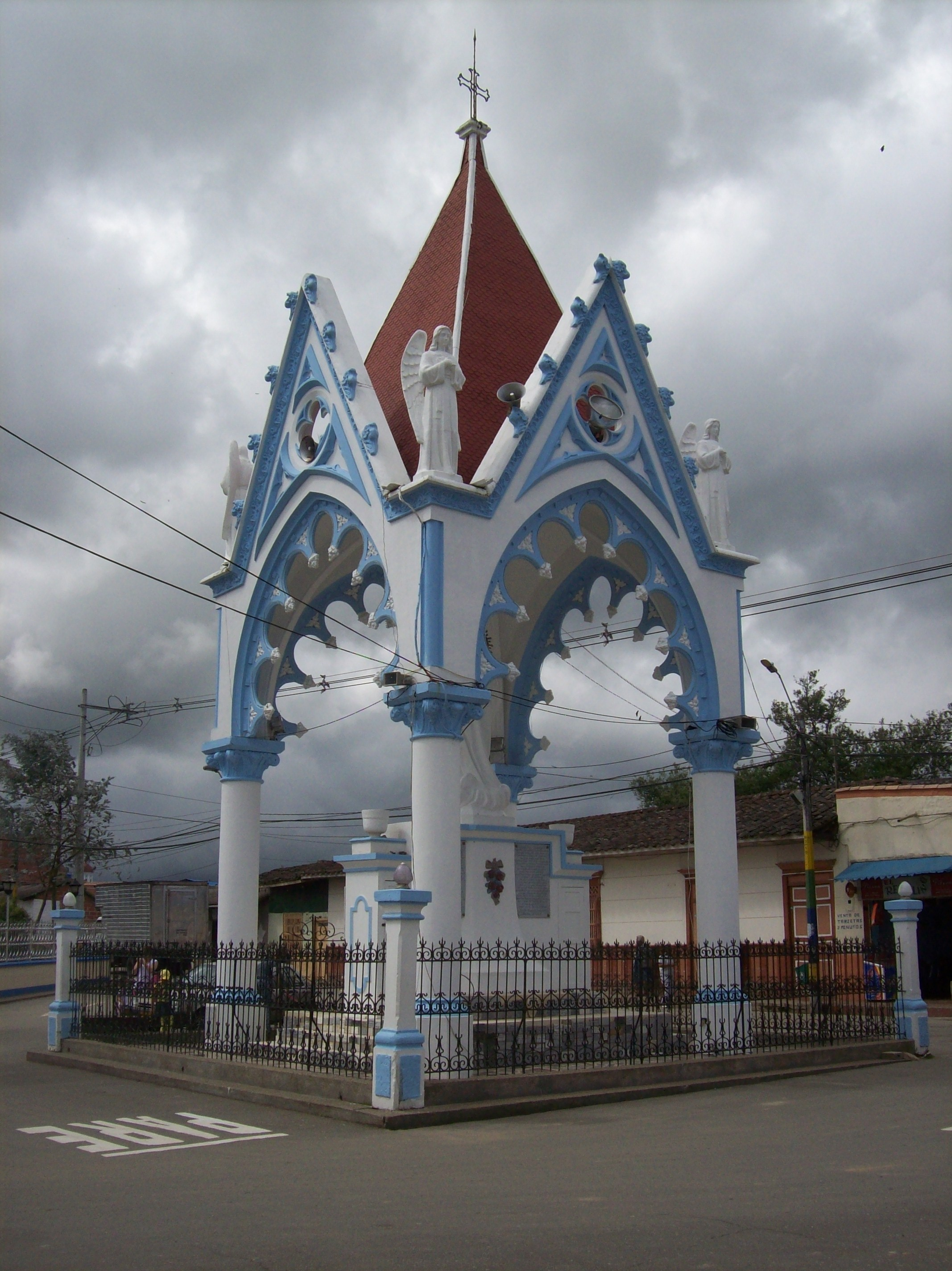
Templete de Nuestra Señora de las Misericordias

En esa misma celebración el  señaló la fecha del 8 de septiembre como la escogida para las solemnes fiestas principales, estas debían celebrarse precedidas de novena y, en lo posible, con la asistencia del mayor número de fieles de la Diócesis. 
La imagen, a pesar de tener ya culto público, no era invocada bajo una misma denominación especial, por lo que se hizo necesario asignarle un título para ser así invocada por sus fieles. Sugirieron la idea de un concurso para darle nombre a la sagrada imagen los sacerdotes José Manuel Castrillón  y Roberto Giraldo y esta resultó ser bien acogida; la participación fue masiva y el resultado fue una admirable mayoría que pedía llamarla Nuestra Señora de las Misericordias.
El nombre de Madre de las Misericordias realmente digno y bello quedó para la memoria de todo el pueblo fiel que peregrina.

“Si ha habido jamás un título o denominación con el que el pueblo Cristiano haya invocado a María con mayor propiedad, como Madre Amabilísima de Cristo y Madre Protectora de Todos los fieles, tal es sin duda el que se manifiesta en la significativa advocación de “Madre de las Misericordias”. En efecto el sagrado pueblo de Cristo, aunque fue redimido por el adorable Hijo de Dios y es fortalecido por su gracia, en este viaje terreno hacia la Patria Inmortal y Feliz, se ve cercado de tan múltiples peligros, presionado por tan turbulentas desgracias y asechado por tal abismo de males que no puede fácilmente carecer de una madre llena de Misericordia”
Pablo VI

El 22 de febrero de 1985, la Santa Sede  aprobó el rango litúrgico de solemnidad para la fiesta de la Virgen de las Misericordias.

## El templete
```
La popularidad de la devoción motivó al sacerdote Andrés Elías Mejía a embellecer de alguna forma el lugar donde reposaba el 
pedestal
 con la imagen; hasta ahora la estatua quedaba a la 
intemperie
 y era osado retirarla de aquel lugar para trasladarla al templo 
Catedral
 o a alguna de las 
capillas
 que por el entonces había. La idea de un 
templete
 fue propuesta y acogida por lo que no se demoraron en recolectar los fondos para tener prontamente el monumento que se entregó finalizado el 30 de septiembre de 1934.
```

Resultó un bello altar que cubría la imagen y que mantenía espacio para los menesteres litúrgicos y piadosos que allí se celebraran. La forma del templete es de una custodia gótica coronada en punta con la cruz y sostenida por cuatro columnas que rematan cada una en un ángel que conserva el mismo estilo que la imagen de la Virgen. Actualmente el templete posee un altar y está bordeado por exvotos tallados que dan testimonio de piedad de los fieles.

## La coronación
```
Antes de que se levantara el monumental templo construido por iniciativa y devoción de 
Monseñor Builes
 en cumplimiento del 
voto
 público que pronunciara en 1935, él mismo en una solemne ceremonia el 15 de junio de 1942, consagró la 
diócesis
 a la Virgen María y coronó cuatro años después en el 8 de septiembre de 1946 la imagen con la 
corona
 que Ana Moreno, anciana devota y pobre, donara después de haber mendigado con qué elaborar tan preciosa 
joya
. 
```

“Parada la anciana frente a la sencilla imagen de la Virgen de las Misericordias, primera de sus devociones, se decía para sí "no puede una Reina estar sin su corona" y esto la motivo a mendigar la generosidad de devotos y vecinos hasta recolectar lo suficiente para que la "Mona" ostentara diadema de oro.

Cuando ya tenía la corona, fue ella misma quien el 8 de septiembre de 1946 desfiló, ataviada de telas y velos, llevando en sus manos la preciosa corona que Monseñor Builes ceñiría a la Santísima Virgen. La anciana llevó la corona amarrada a sus manos para que no se le fuera a caer.

Anita Moreno es la ironía religiosa más grande que tiene Santa Rosa de Osos, porque, según Monseñor García Ordóñez, no fue un obispo ni un sacerdote ni religiosa alguna la que viendo a la Reina sin corona se interesara tanto de esto como una anciana sin aspecto gracioso como Anita Moreno.”
A. Medina

La corona está elaborada en oro y piedras preciosas y la aureola en plata; consta la fecha del 8 de septiembre de 1946 como la de la coronación por decreto diocesano, pero es hasta el 18 de agosto de 1983 cuando el papa Juan Pablo II concediera, por decreto papal, la coronación canónica a la imagen de la Virgen de las Misericordias. El acto fue presidió el 8 de septiembre de 1984 el Eminentísimo Señor Cardenal Aníbal Muñoz Duque, arzobispo de Bogotá y primado de Colombia, nacido en Santa Rosa de Osos y ordenado de sacerdote para el clero de esta misma jurisdicción.

## Patronatos

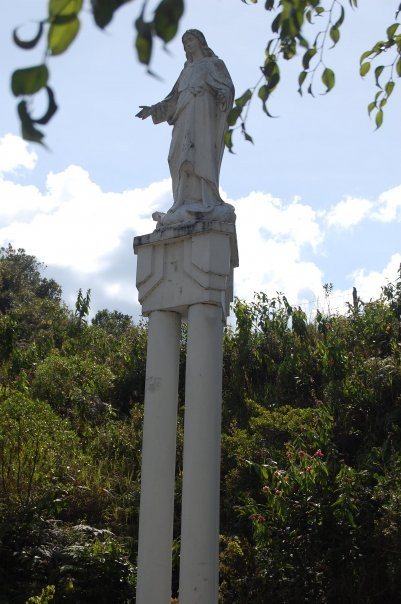
Nuestra Señora de las Misericordias, Yarumal

Después de haber sido nombrada patrona de la Diócesis de Santa Rosa de Osos, el 8 de septiembre de 1971 se realizó la consagración del clero diocesano y a partir del 11 de noviembre de 1971 una placa a la entrada de la  Basílica, registra los nombres de los sacerdotes que se consagran a la protección de la Virgen.

“Madre de las Misericordias, en memoria del amadísimo Monseñor Builes, te consagro los sacerdotes de la diócesis, guárdalos en lo más íntimo de tu corazón maternal ”
Joaquín García Ordoñez

Es patrona de las fundaciones de Monseñor Miguel Ángel Builes y de muchas de las obras que estas fundaciones tienen en Colombia y el mundo; muchos monasterios de Clarisas en Colombia, sobre todo los salidos del Monasterio de Santa Rosa de Osos, se han acogido a su patronato. Parroquias en todo el continente americano la tienen por titular y patrona y, sobre todo, La congregación de Hijas de Nuestra Señora de las Misericordias fundada el 11 de octubre de 1951

En 1996 el obispo Jairo Jaramillo Monsalve, puso bajo el patrocinio de la Virgen de las Misericordias la Fundación Universitaria Católica del Norte según se indica en el decreto expedido el 8 de septiembre en la solemnidad de la Virgen y ese mismo año había promulgado, el 29 de marzo por decreto N. 3, que el templo Basilical fuera sede parroquial, nombrando como primer párroco al Presbítero Santiago Calle Roldán. 